# CSM Galați (handbal feminin)
Clubul Sportiv Municipal Galați este o echipă de handbal feminin din Galați, din România, secție a clubului polisportiv cu același nume înființat prin Hotărârea nr. 334 din 30 mai 2018 a Consiliului Local Galați. Prin aceeași hotărâre a fost aprobat și regulamentul de funcționare al clubului.
Pe data de 26 august 2018, fosta echipă de handbal feminin CSU Danubius Galați a anunțat pe pagina sa oficială Facebook că „a devenit istorie” și că „va fi preluată integral de clubul municipalității, CSM Galați”. Pe data de 31 august 2018, Consiliul de Administrație al Federației Române de Handbal a aprobat preluarea CSU Danubius Galați de către CSM Galați, permițând acestei din urmă echipe să evolueze în Liga Națională.
Între timp însă, câteva handbaliste de la CSU Danubius Galați se transferaseră deja la alte echipe.
Primul antrenor al CSM Galați a fost Valeriu Costea, fost antrenor al CSU Danubius Galați. Acesta a fost înlocuit în februarie 2019. cu Alexandrina Soare. După o scurtă perioada în care antrenor interimar a fost Relu Druțu din septembrie 2021 Valeriu Costea este din nou antrenorul echipei. Din februarie 2023, CSM Galați este antrenată de Daciana Balaban.

## Sezoane recente
| Sezon   | Competiție națională | Loc | Cupa României | Supercupa României | Competiție europeană | Competiție europeană |
| ------- | -------------------- | --- | ------------- | ------------------ | -------------------- | -------------------- |
| 2018-19 | LN                   | 13  |               |                    |                      |                      |
| 2019-20 | DA                   | 4 ✳ |               |                    |                      |                      |
| 2020-21 | LN                   | 13  |               |                    |                      |                      |
| 2021-22 | DA                   | 1   |               |                    |                      |                      |
| 2022-23 | LN                   | 14  |               |                    |                      |                      |
| 2023-24 | DA                   | 5   |               |                    |                      |                      |

✳ Sezonul 2019-2020 al Diviziei A s-a încheiat, din cauza pandemiei de coronaviroză cauzată de noul coronavirus 2019-nCoV (SARS-CoV-2), fără a se mai disputa ultimele etape, cu rămânerea în vigoare a clasamentului valabil la data de 11 martie 2020, când s-a desfășurat ultimul meci, aplicându-se criteriile de departajare finală, iar promovarea în Liga Națională ar fi urmat să se facă în urma disputării unui turneu final, la care participau 8 echipe cel mai bine clasate în seriile Diviziei A. După ce mai multe echipe au renunțat la participarea la turneul final de promovare, în cursă au rămas doar patru echipe care concurau pentru patru locuri de promovare, făcând inutilă organizarea unui turneu. Pentru a decide locul de promovare ocupat de cele patru echipe, FRH a ales tragerea la sorți, care a avut loc pe 21 septembrie 2020.

## Echipa 2024/2025
Conform presei din Galați:
| Portari - 01 Ana Maria Micu - 12 Ariana Ardeleanu - 16 Nicoleta Petre Extreme stânga - 06 Andreea Merlă - 37 Maria Frăsinel - 89 Bianca Zegrean Extreme dreapta - 02 Ana Kojić - 13 Iulia Eiler - 15 Sorana Chiriac - 17 Bianca Trincă Pivoți - 14 Andreea Filip - 22 Sanja Dabevska - 23 Mădălina Manolachi | Intermediari stânga - 10 Mălina Bichir - 11 Andreea Prescură - 93 Bojana Milić Centri - 05 Lavinia Lazăr - 14 Antonia Mazilu - 18 Daniela Corban - 99 Andreea Sandu Intermediari dreapta - 20 Iasmina Ichim - 40 Kristina Radayeva |

## Banca tehnică
Conform presei din Galați:
| Nume             | Ocupație             |
| ---------------- | -------------------- |
| Daciana Balaban  | Antrenor             |
| Cătălina Cioaric | Antrenor secund      |
| Relu Druțu       | Antrenor cu portarii |
| Răzvan Petrescu  | Kinetoterapeut       |

## Marcatoare în competițiile naționale
| Sezon            | Nume | Goluri |
| ---------------- | ---- | ------ |
|                  |      |        |
| 2018-19          |      |        |
| Elena Livrinikj  | 110  |        |
|                  |      |        |
| 2020-21          |      |        |
| Cătălina Cioaric | 113  |        |

| Sezon            | Nume | Goluri |
| ---------------- | ---- | ------ |
|                  |      |        |
| 2023-24          |      |        |
| Cristina Andrița | 66   |        |

| Ediție           | Nume | Goluri |
| ---------------- | ---- | ------ |
|                  |      |        |
| 2018-19          |      |        |
| Elena Livrinikj  | 14   |        |
|                  |      |        |
| 2019-20          |      |        |
| Cătălina Cioaric | 7    |        |
|                  |      |        |
| 2021-22          |      |        |
| Cristina Andrița | 26   |        |
|                  |      |        |
| 2022-23          |      |        |
| Iasmina Ichim    | 12   |        |
|                  |      |        |
| 2023-24          |      |        |
| Cristina Andrița | 10   |        |

## Foste jucătoare notabile
- Cătălina Cioaric
- Tamara Bokarić
- Elena Livrinikj
- Alla Șeiko
- Daciana Balaban
- Cristina Andrița
- Lăcrămioara Cîlici
- Cristina Gheorghe
- Abigail Vălean
- Patricia Vizitiu
- Nikolina Knežević
- Andreea Taivan
- Alina Czeczi

## Foști antrenori notabili
- Valeriu Costea
- Alexandrina Soare